# Manuel Fraile y García
Manuel Fraile y García (Lantadilla, 15 de abril de 1763-Madrid, 8 de enero de 1837) fue un eclesiástico y político español.

## Vida
Estudió filosofía con los dominicos de Palencia, y teología en la Universidad de Valladolid, en la que regentó varias cátedras.
Doctorado en 1787 en la Universidad de Ávila, fue canónigo de Santo Domingo de la Calzada y de Briviesca, prebendado de la catedral de Burgos, párroco de Santiago, y en 1799 penitenciario de Burgos, que llevaba aneja la cátedra de moral en el seminario de esta ciudad, donde ya había sido profesor de teología.
En 1818 la Cámara de Castilla le propuso para ocupar la diócesis de Canarias, pero finalmente se le concedió la de Sigüenza, que había quedado vacante por muerte de Pedro Inocencio Bejarano.
Fue preconizado por Pío VII en marzo de 1819; recibió la consagración en la iglesia de la Visitación de Madrid de manos del obispo de Teruel Felipe Montoya Díez, asistido por el auxiliar de Toledo Luis Gregorio López de Castrillo y por el de Zama Antonio Allúe y Sessé, y apadrinado por el duque del Infantado.
Paralelamente a su labor episcopal, desempeñó importantes actividades políticas: entusiasta de la Constitución de 1812, fue diputado por Palencia en 1820-21,
prócer del reino en 1834, canciller de la Orden de Isabel la Católica, caballero gran cruz de la Orden de Carlos III, y Patriarca de Indias desde 1835.
Fallecido en Madrid a principios de 1837 a los 74 años de edad, fue sepultado en la capilla mayor de la Catedral de Sigüenza.